# Manuel María Escobar y Rivera
Manuel María Escobar y Rivera o Manuel María Escobar Llamas y Rivera (n. Quetzaltenango, Guatemala, Nueva España, 1 de enero de 1806 - San Francisco de Campeche, México, 3 de mayo de 1891) fue un militar que, a pesar de haber nacido en Guatemala cuando esta formaba parte de la colonia española llamada Nueva España, hizo su carrera militar y política en México, llegando a ocupar cargos militares como General de Brigada. En lo civil, por unos años se desempeñó como Gobernador del estado mexicano de Tabasco.

## Carrera militar
Manuel María Escobar se enlistó en el ejército y en 1842 fue nombrado General de Caballería, el Presidente Antonio López de Santa Anna le otorgó el rango de General de División, y en 1858 el Presidente Felix Zuloaga lo nombró General de Brigada Efectivo.
Escobar encabezó la comisión encargada de convencer al general Antonio López de Santa Anna, quien se encontraba desterrado voluntariamente en Colombia, para que regresara a gobernar México. Este hecho motivó que Santa Anna premiará a Escobar otorgándole el gobierno civil y militar de Tabasco.

## Gobernador de Tabasco
En el aspecto civil, fue de los pocos conservadores que sirvieron por verdadera convicción ya que consideraba con ello hacer un bien al país. Debido a su lealtad, fue nombrado por el Presidente Antonio López de Santa Anna Gobernador de Tabasco, cargo que asumió el 24 de junio de 1853. Su período de gobierno coincidió con la segunda y última época centralista en México. 
De ideas conservadoras y centralistas, gobernó con mano dura, hizo cumplir en el estado las disposiciones del gobierno central, se cambió la denominación de estado por la de Departamento de Tabasco, se reformaron los aranceles de aduana y las alcabadas, y persiguió a los liberales tabasqueños, encarcelando entre otros a Justo Santa Anna y a Victorio Victorino Dueñas.
Durante su mandato, se realizaron en la capital del estado diversas obras de limpieza y embellecimiento de calles, se construyeron bordos para evitar inundaciones, inició la construcción del mercado público para concentrar a los comerciantes que vendían productos al aire libre, y embelleció la Plaza de Armas en 1854 colocándole andadores pavimentados y plantando en los jardines naranjos, murallas y crotos, también se le rodeó de cadenas diseñadas por el italiano Ángel Ghigliazza.
También remodeló la cárcel municipal, inauguró la correccional de mujeres, a la cual bautizó como "Casa de la Corregidora de Querétaro", y creó como sistema para regenerar y controlar a los presos, el hacerlos barrer o empedrar las calles y lomas de la capital.
Tenía un gusto por la solemnidad, por lo que ordenó que tanto las fiestas nacionales como las festividades religiosas locales, fueran celebradas fastuosamente. La riqueza de la que hacía gala el gobernador y sus colaboradores, contrastaba con las condiciones precarias de la gran mayoría de los habitantes del estado.
El 15 de julio de 1854 por decreto del presidente Santa Anna, se creó el Distrito de la Laguna, con lo que se le arrebató a Tabasco casi todo el partido del Usumacinta que incluía los municipios de Balancán, Montecristo y Tenosique y el territorio de El Carmen.

### Destitución
Ante la caída del Presidente Antonio López de Santa Anna, el Gobernador Manuel María Escobar fue acusado de abuso de autoridad, y ante su negativa de dejar el cargo, se alzó en armas el General Benito Haro quien se encontraba en Cunduacán. Haro había sido deportado a Tabasco por haberse pronunciado en Toluca en favor del Plan de Ayutla. Desde Cunduacán, Benito Haro, logró entrevistarse con los principales liberales tabasqueños, entre los que figuraban José Víctor Jiménez, Victorio Victorino Dueñas, Francisco Olave y León Alejo Torre, para destituír al gobernador y aprobar los lineamientos del Plan de Ayutla.
Los liberales tabasqueños nombraron una comisión integrada entre otros por Fray Eduardo de Moncada, José Dolores Castro y Alejandro Loreto, quienes se entrevistaron con el gobernador para convencerlo de entregar el gobierno pacíficamente, o de lo contrario el pueblo se levantaría en armas. Escobar, aislado militarmente, no tuvo más remedio que entregar el mando político y militar a Benito Haro, saliendo con rumbo a El Carmen el 29 de agosto de 1855.

## Fallecimiento
Después de esto, el General Escobar, continuó con su carrera militar, y tres años después, el 20 de agosto de 1858, el Presidente Felix Zuloaga lo nombraría General de Brigada Efectivo. El General Manuel María Escobar falleció el 3 de mayo de 1891 en San Francisco de Campeche en donde radicaba.

## Nombramientos honoríficos
En 1854, siendo gobernador de Tabasco, el general Manuel María Escobar, recibió del entonces presidente Antonio López de Santa Anna el título de "Gran Comendador".